# Olesicampe retusa
Olesicampe retusa là một loài tò vò trong họ Ichneumonidae.